# Талалэй, Рэйчел
Рэйчел Талалэ́й (англ. Rachel Talalay; род. 16 июля 1958, Чикаго, Иллинойс, США) — американский режиссёр и продюсер.

## Биография
Рэйчел Талалэй родилась 16 июля 1958 года в Чикаго, США. В возрасте четырёх лет вместе с семьёй переехала в Балтимор. Её отец Пол — учёный-фармаколог, родившийся в Берлине в семье русских евреев, а мать Памела — биохимик родом из Великобритании, где Рэйчел провела два года в детстве. Её семья происходит из известного рода Талалэев, потомков раввина Лейб бен Рава Михла Талалэя из Могилёва. Одним из первых поселенцев в Америке был Мендл Талалэй, поселившийся в Спрингфилде, штат Массачусетс, в 1898 году. Среди потомков есть известные раввины, музыканты, архитекторы, историки, психологи, археологи, журналисты, писатели. Сестра Рэйчел — Сьюзен Талалэй, спортивный журналист, работающий во Флориде. Помимо неё у Рэйчел есть ещё одна сестра и брат.
Талалэй окончила Йельский университет, по специальности — математик. Работала компьютерным аналитиком в Университете Джонса Хопкинса в Балтиморе. Также является профессором Университета Британской Колумбии.
В кинематографе с 1981 года. Режиссёр с 1991 года.
Замужем за продюсером Рупертом Харви, есть две дочери.

## Фильмография

### Актриса
- 1982 — Андроид[6]

### Продюсер
- 1987 — Кошмар на улице Вязов 3: Воины сна
- 1988 — Лак для волос
- 1988 — Кошмар на улице Вязов 4: Повелитель сна
- 1990 — Плакса
- 1990 — Книга любви
- 1993 — Космические спасатели
- 1997 — Воришки
- 2004 — Прикосновение зла

### Режиссёр
- 1991 — Фредди мёртв. Последний кошмар
- 1993 — Призрак в машине
- 1995 — Танкистка
- 1997 — Банда золота (2 серии)
- 1998 — Прикосновение зла (2 серии)
- 1998 — Владеть и обладать (2 серии)
- 1999—2002 — Элли Макбил (4 серии)
- 2000 — Детектив и привидение (2 серии)
- 2000 — Бостонская школа (1 серия)
- 2001 — Это жизнь (1 серия)
- 2001 — State of Grace
- 2001 — Волчье озеро (1 серия)
- 2001 — Dice
- 2002 — Расследование Джордан (1 серия)
- 2002 — Без следа (1 серия)
- 2002—2003 — Женская бригада (2 серии)
- 2002—2007 — Мёртвая зона (3 серии)
- 2003 — Двойной Билл
- 2003 — Детектив Раш (1 серия)
- 2004 — Прикосновение зла (1 серия)
- 2004—2005 — Нетакая (6 серий)
- 2004 — Переходный возраст (1 серия)
- 2005 — Дикий огонь
- 2005 — Секс, любовь и секреты
- 2005 — Terminal City (4 серии)
- 2006 — Что насчёт Брайана
- 2006 — Уистлер (4 серии)
- 2006 — Ветер в ивах
- 2007 — Сверхъестественное (2 сезон, 10 серия)
- 2007 — Университет (1 сезон, 8 серия)
- 2007 — Кайл XY (2 серии)
- 2008 — Джей-Под (2 серии)
- 2008 — Флэш Гордон (1 серия)
- 2009 — Завиток в моих волосах (3 серии)
- 2009 — Добро пожаловать в Дарем (2 серии)
- 2010 — Бей и жги (2 серии)
- 2010 — Bloodletting & Miraculous Cures (3 серии)
- 2010 — Тайны Хейвена (2 серии)
- 2011 — Шах и мат (1 серия)
- 2011 — Икота (1 серия)
- 2012 — Закон Ханны
- 2012 — Континуум (1 серия)
- 2012 — XIII (2 серии)
- 2013 — Девушки и бомбы
- 2013 — Advice from a Caterpillar
- 2013 — Played (2 серии)
- 2014 — Царство (1 серия)
- 2014 — Ритуал
- 2014—2023 — Доктор Кто («Тёмная вода» и «Смерть на небесах»[7], «Ниспосланный с небес» и «С дьявольским упорством»[8], «Будь вечны наши жизни» и «Падение Доктора»[9], «Дважды во времени»[10], «Звёздный зверь»)
- 2015 — К югу от ада (2 серии)
- 2016—2023 — Флэш (6 серий)
- 2016, 2021 — Легенды завтрашнего дня (2 серии)
- 2016 — On the Farm
- 2016—2019 — Супергёрл (2 серии)
- 2017 — Шерлок («Шесть Тэтчер»[11])
- 2018—2021 — Ривердейл (4 серий)
- 2018 — Железный кулак (1 серия)
- 2018 — Леденящие душу приключения Сабрины (1 серия)
- 2019 — Роковой патруль (1 серия)
- 2019 — Американские боги (1 серия)
- 2020 — Руководство для нянь: Как поймать монстра[англ.]
- 2021 — Супермен и Лоис (1 серия)
- 2022 — Квантовый скачок (1 серия)